# Globus d'Or al millor guió
El Globus d'Or al millor guió (Best Motion Picture - Musical or Comedy) és un premi de cinema atorgat anualment des de 1948 per la Hollywood Foreign Press Association.

## Llista dels premiats

Imatge estilitzada del premi Globus d'Or

### Dècada de 1940
| Any  | Pel·lícula             | Nominats                          |
| ---- | ---------------------- | --------------------------------- |
| 1948 | Miracle on 34th Street | George Seaton                     |
| 1949 | The Search             | Richard Schweizer, David Wechsler |

### Dècada de 1950
| Any  | Pel·lícula           | Nominats                                           |
| ---- | -------------------- | -------------------------------------------------- |
| 1950 | Battleground         | Robert Pirosh                                      |
| 1950 | Rope of Sand         | Walter Doniger                                     |
| 1951 | Tot sobre Eva        | Joseph L. Mankiewicz                               |
| 1951 | La jungla d'asfalt   | Ben Maddow, John Huston                            |
| 1951 | Sunset Boulevard     | Charles Brackett, Billy Wilder, D. M. Marshman Jr. |
| 1952 | Bright Victory       | Robert Buckner                                     |
| 1953 | Five Fingers         | Michael Wilson                                     |
| 1953 | Sol davant el perill | Carl Foreman                                       |
| 1953 | The Thief            | Clarence Greene, Russell Rouse                     |
| 1954 | Lilí                 | Helen Deutsch                                      |
| 1955 | Sabrina              | Ernest Lehman, Samuel Taylor, Billy Wilder         |

### Dècada de 1960
| Any  | Pel·lícula                    | Nominats                        |
| ---- | ----------------------------- | ------------------------------- |
| 1966 | Doctor Jivago                 | Robert Bolt                     |
| 1966 | El turment i l'èxtasi         | Philip Dunne                    |
| 1966 | El col·leccionista            | John Kohn, Stanley Mann         |
| 1966 | A Patch of Blue               | Guy Green                       |
| 1966 | The Slender Thread            | Stirling Silliphant             |
| 1967 | Un home per a l'eternitat     | Robert Bolt                     |
| 1967 | Alfie                         | Bill Naughton                   |
| 1967 | Que vénen els russos!         | William Rose                    |
| 1967 | El Iang-tsé en flames         | Robert Anderson                 |
| 1967 | Qui té por de Virginia Woolf? | Ernest Lehman                   |
| 1968 | En la calor de la nit         | Stirling Silliphant             |
| 1968 | Bonnie i Clyde                | Robert Benton, David Newman     |
| 1968 | The Fox                       | Lewis John Carlino, Howard Koch |
| 1968 | El graduat                    | Buck Henry, Calder Willingham   |
| 1968 | Endevina qui ve a sopar       | William Rose                    |
| 1969 | Charly                        | Stirling Silliphant             |
| 1969 | The Fixer                     | Dalton Trumbo                   |
| 1969 | The Lion in Winter            | James Goldman                   |
| 1969 | The Producers                 | Mel Brooks                      |
| 1969 | La llavor del diable          | Roman Polanski                  |

### Dècada de 1970
| Any  | Pel·lícula                                      | Nominats                                    |
| ---- | ----------------------------------------------- | ------------------------------------------- |
| 1970 | Anna dels mil dies                              | Bridget Boland, John Hale, Richard Sokolove |
| 1970 | Butch Cassidy and the Sundance Kid              | William Goldman                             |
| 1970 | Si avui és dimarts, això és Bèlgica             | David Shaw                                  |
| 1970 | John and Mary                                   | John Mortimer                               |
| 1970 | Cowboy de mitjanit                              | Waldo Salt                                  |
| 1971 | Love Story                                      | Erich Segal                                 |
| 1971 | Five Easy Pieces                                | Carole Eastman, Bob Rafelson                |
| 1971 | Husbands                                        | John Cassavetes                             |
| 1971 | M*A*S*H                                         | Ring Lardner Jr.                            |
| 1971 | Scrooge                                         | Leslie Bricusse                             |
| 1972 | Anatomia d'un hospital                          | Paddy Chayefsky                             |
| 1972 | French Connection                               | Ernest Tidyman                              |
| 1972 | Klute                                           | Andy Lewis, Dave Lewis                      |
| 1972 | Kotch                                           | John Paxton                                 |
| 1972 | Mary, Queen of Scots                            | John Hale                                   |
| 1973 | El Padrí                                        | Francis Ford Coppola, Mario Puzo            |
| 1973 | Què va passar entre el meu pare i la teva mare? | Billy Wilder, I. A. L. Diamond              |
| 1973 | Cabaret                                         | Jay Presson Allen                           |
| 1973 | Deliverance                                     | James Dickey                                |
| 1973 | Frenesí                                         | Anthony Shaffer                             |
| 1973 | El trencacors                                   | Neil Simon                                  |
| 1974 | L'exorcista                                     | William Peter Blatty                        |
| 1974 | Cinderella Liberty                              | Darryl Ponicsan                             |
| 1974 | Xacal                                           | Kenneth Ross                                |
| 1974 | El cop                                          | David S. Ward                               |
| 1974 | A Touch of Class                                | Melvin Frank, Jack Rose                     |
| 1975 | Chinatown                                       | Robert Towne                                |
| 1975 | La conversa                                     | Francis Ford Coppola                        |
| 1975 | El Padrí II                                     | Francis Ford Coppola, Mario Puzo            |
| 1975 | El colós en flames                              | Stirling Silliphant                         |
| 1975 | Una dona ofuscada                               | John Cassavetes                             |
| 1976 | Algú va volar sobre el niu del cucut            | Bo Goldman, Lawrence Hauben                 |
| 1976 | Tarda negra                                     | Frank Pierson                               |
| 1976 | Tauró                                           | Peter Benchley, Carl Gottlieb               |
| 1976 | Nashville                                       | Joan Tewkesbury                             |
| 1976 | The Sunshine Boys                               | Neil Simon                                  |
| 1977 | Network                                         | Paddy Chayefsky                             |
| 1977 | Tots els homes del president                    | William Goldman                             |
| 1977 | Marathon Man                                    | William Goldman                             |
| 1977 | Rocky                                           | Sylvester Stallone                          |
| 1977 | Taxi Driver                                     | Paul Schrader                               |
| 1977 | El viatge dels maleïts                          | David Butler, Steve Shagan                  |
| 1978 | La noia de l'adéu                               | Neil Simon                                  |
| 1978 | Annie Hall                                      | Woody Allen, Marshall Brickman              |
| 1978 | Encontres a la tercera fase                     | Steven Spielberg                            |
| 1978 | Julia                                           | Alvin Sargent                               |
| 1978 | The Turning Point                               | Arthur Laurents                             |
| 1979 | L'Exprés de Mitjanit                            | Oliver Stone                                |
| 1979 | Tornar a casa                                   | Robert C. Jones, Waldo Salt                 |
| 1979 | El caçador                                      | Deric Washburn                              |
| 1979 | Foul Play                                       | Colin Higgins                               |
| 1979 | Interiors                                       | Woody Allen                                 |
| 1979 | Una dona separada                               | Paul Mazursky                               |

### Dècada de 1980
| Any  | Pel·lícula                  | Nominats                                      |
| ---- | --------------------------- | --------------------------------------------- |
| 1980 | Kramer contra Kramer        | Robert Benton                                 |
| 1980 | Being There                 | Jerzy Kosinski                                |
| 1980 | Primera volada              | Steve Tesich                                  |
| 1980 | La síndrome de la Xina      | James Bridges, T. S. Cook, Mike Gray          |
| 1980 | Norma Rae                   | Harriet Frank, Jr., Irving Ravetch            |
| 1981 | The Ninth Configuration     | William Peter Blatty                          |
| 1981 | L'home elefant              | Eric Bergren, Christopher De Vore             |
| 1981 | Gent corrent                | Alvin Sargent                                 |
| 1981 | Toro salvatge               | Mardik Martin, Paul Schrader                  |
| 1981 | The Stunt Man               | Lawrence B. Marcus                            |
| 1982 | On Golden Pond              | Ernest Thompson                               |
| 1982 | Sense malícia               | Kurt Luedtke                                  |
| 1982 | The Four Seasons            | Alan Alda                                     |
| 1982 | La dona del tinent francès  | Harold Pinter                                 |
| 1982 | Rojos                       | Warren Beatty, Trevor Griffiths               |
| 1983 | Gandhi                      | John Briley                                   |
| 1983 | ET, l'extraterrestre        | Melissa Mathison                              |
| 1983 | Missing                     | Costa-Gavras, Donald E. Stewart               |
| 1983 | Tootsie                     | Larry Gelbart, Murray Schisgal                |
| 1983 | Veredicte final             | David Mamet                                   |
| 1984 | La força de la tendresa     | James L. Brooks                               |
| 1984 | Retrobament                 | Barbara Benedek, Lawrence Kasdan              |
| 1984 | L'ajudant de camerino       | Ronald Harwood                                |
| 1984 | Educant la Rita             | Willy Russell                                 |
| 1984 | Reuben, Reuben              | Julius J. Epstein                             |
| 1985 | Amadeus                     | Peter Shaffer                                 |
| 1985 | Els crits del silenci       | Bruce Robinson                                |
| 1985 | Passatge a l'Índia          | David Lean                                    |
| 1985 | En un racó del cor          | Robert Benton                                 |
| 1985 | Història d'un soldat        | Charles Fuller                                |
| 1986 | La rosa porpra del Caire    | Woody Allen                                   |
| 1986 | Retorn al futur             | Robert Zemeckis, Bob Gale                     |
| 1986 | Out of Africa               | Kurt Luedtke                                  |
| 1986 | L'honor dels Prizzi         | Richard Condon, Janet Roach                   |
| 1986 | L'únic testimoni            | William Kelley, Earl W. Wallace               |
| 1987 | La missió                   | Robert Bolt                                   |
| 1987 | Vellut blau                 | David Lynch                                   |
| 1987 | Hannah i les seves germanes | Woody Allen                                   |
| 1987 | Mona Lisa                   | Neil Jordan, David Leland                     |
| 1987 | Platoon                     | Oliver Stone                                  |
| 1988 | L'últim emperador           | Bernardo Bertolucci, Mark Peploe, Enzo Ungari |
| 1988 | Broadcast News              | James L. Brooks                               |
| 1988 | Esperança i glòria          | John Boorman                                  |
| 1988 | House of Games              | David Mamet                                   |
| 1988 | Encís de lluna              | John Patrick Shanley                          |
| 1989 | Running on Empty            | Naomi Foner                                   |
| 1989 | A Cry in the Dark           | Robert Caswell, Fred Schepisi                 |
| 1989 | Crema Mississippi           | Chris Gerolmo                                 |
| 1989 | Rain man                    | Ronald Bass, Barry Morrow                     |
| 1989 | Working Girl                | Kevin Wade                                    |

### Dècada de 1990
| Any  | Pel·lícula                        | Nominats                            |
| ---- | --------------------------------- | ----------------------------------- |
| 1990 | Born on the Fourth of July        | Ron Kovic, Oliver Stone             |
| 1990 | El club dels poetes morts         | Tom Schulman                        |
| 1990 | Do the Right Thing                | Spike Lee                           |
| 1990 | Temps de glòria                   | Kevin Jarre                         |
| 1990 | Sexe, mentides i cintes de vídeo  | Steven Soderbergh                   |
| 1990 | Quan en Harry va trobar la Sally  | Nora Ephron                         |
| 1991 | Ballant amb llops                 | Michael Blake                       |
| 1991 | Avalon                            | Barry Levinson                      |
| 1991 | El Padrí III                      | Francis Ford Coppola, Mario Puzo    |
| 1991 | Un dels nostres                   | Nicholas Pileggi, Martin Scorsese   |
| 1991 | El misteri Von Bulow              | Nicholas Kazan                      |
| 1992 | Thelma i Louise                   | Callie Khouri                       |
| 1992 | Bugsy                             | James Toback                        |
| 1992 | Grand Canyon                      | Lawrence Kasdan, Meg Kasdan         |
| 1992 | JFK                               | Zachary Sklar, Oliver Stone         |
| 1992 | El silenci dels anyells           | Ted Tally                           |
| 1993 | Scent of a Woman                  | Bo Goldman                          |
| 1993 | Alguns homes bons                 | Aaron Sorkin                        |
| 1993 | Retorn a Howards End              | Ruth Prawer Jhabvala                |
| 1993 | El joc de Hollywood               | Michael Tolkin                      |
| 1993 | Sense perdó                       | David Webb Peoples                  |
| 1994 | La llista de Schindler            | Steven Zaillian                     |
| 1994 | Filadèlfia                        | Ron Nyswaner                        |
| 1994 | El piano                          | Jane Campion                        |
| 1994 | El que queda del dia              | Ruth Prawer Jhabvala                |
| 1994 | Vides encreuades                  | Robert Altman, Frank Barhydt        |
| 1995 | Pulp Fiction                      | Quentin Tarantino                   |
| 1995 | Forrest Gump                      | Eric Roth                           |
| 1995 | Quatre bodes i un funeral         | Richard Curtis                      |
| 1995 | Quiz Show                         | Paul Attanasio                      |
| 1995 | Cadena perpètua                   | Frank Darabont                      |
| 1996 | Sentit i sensibilitat             | Emma Thompson                       |
| 1996 | The American President            | Aaron Sorkin                        |
| 1996 | Braveheart                        | Randall Wallace                     |
| 1996 | Pena de mort                      | Tim Robbins                         |
| 1996 | Get Shorty                        | Scott Frank                         |
| 1996 | La simfonia del professor Holland | Patrick Sheane Duncan               |
| 1997 | L'escàndol de Larry Flynt         | Scott Alexander i Larry Karaszewski |
| 1997 | El pacient anglès                 | Anthony Minghella                   |
| 1997 | Fargo                             | Joel Coen i Ethan Coen              |
| 1997 | Lone Star, el rastre d'un crim    | John Sayles                         |
| 1997 | Shine                             | Jan Sardi                           |
| 1998 | Good Will Hunting                 | Ben Affleck, Matt Damon             |
| 1998 | Millor, impossible                | Mark Andrus, James L. Brooks        |
| 1998 | L.A. Confidential                 | Brian Helgeland, Curtis Hanson      |
| 1998 | Titanic                           | James Cameron                       |
| 1998 | La cortina de fum                 | Hilary Henkin, David Mamet          |
| 1999 | Shakespeare in Love               | Marc Norman, Tom Stoppard           |
| 1999 | Bulworth                          | Warren Beatty, Jeremy Pikser        |
| 1999 | Happiness                         | Todd Solondz                        |
| 1999 | Salvem el soldat Ryan             | Robert Rodat                        |
| 1999 | The Truman Show                   | Andrew Niccol                       |

### Dècada de 2000
| Any  | Pel·lícula                         | Nominats                                       |
| ---- | ---------------------------------- | ---------------------------------------------- |
| 2000 | American Beauty                    | Alan Ball                                      |
| 2000 | Being John Malkovich               | Charlie Kaufman                                |
| 2000 | The Cider House Rules              | John Irving                                    |
| 2000 | El dilema                          | Eric Roth, Michael Mann                        |
| 2000 | El sisè sentit                     | M. Night Shyamalan                             |
| 2001 | Traffic                            | Stephen Gaghan                                 |
| 2001 | Gairebé famosos                    | Cameron Crowe                                  |
| 2001 | Quills                             | Doug Wright                                    |
| 2001 | Joves prodigiosos                  | Steve Kloves                                   |
| 2001 | You Can Count on Me                | Kenneth Lonergan                               |
| 2002 | Una ment meravellosa               | Akiva Goldsman                                 |
| 2002 | Gosford Park                       | Julian Fellowes                                |
| 2002 | The Man Who Wasn't There           | Joel Coen, Ethan Coen                          |
| 2002 | Memento                            | Christopher Nolan                              |
| 2002 | Mulholland Drive                   | David Lynch                                    |
| 2003 | About Schmidt                      | Alexander Payne, Jim Taylor                    |
| 2003 | Adaptation: el lladre d'orquídies  | Charlie Kaufman, Donald Kaufman                |
| 2003 | Chicago                            | Bill Condon                                    |
| 2003 | Lluny del cel                      | Todd Haynes                                    |
| 2003 | Les hores                          | David Hare                                     |
| 2004 | Lost in Translation                | Sofia Coppola                                  |
| 2004 | Cold Mountain                      | Anthony Minghella                              |
| 2004 | In America                         | Jim Sheridan, Kirsten Sheridan, Naomi Sheridan |
| 2004 | Love Actually                      | Richard Curtis                                 |
| 2004 | Mystic River                       | Brian Helgeland                                |
| 2005 | Entre copes                        | Alexander Payne, Jim Taylor                    |
| 2005 | L'aviador                          | John Logan                                     |
| 2005 | Closer                             | Patrick Marber                                 |
| 2005 | Oblida't de mi                     | Charlie Kaufman                                |
| 2005 | Descobrir el País de Mai Més       | David Magee                                    |
| 2006 | Brokeback Mountain                 | Larry McMurtry, Diana Ossana                   |
| 2006 | Crash                              | Paul Haggis, Bobby Moresco                     |
| 2006 | Bona nit i bona sort               | George Clooney, Grant Heslov                   |
| 2006 | Match Point                        | Woody Allen                                    |
| 2006 | Munich                             | Tony Kushner, Eric Roth                        |
| 2007 | La reina                           | Peter Morgan                                   |
| 2007 | Babel                              | Guillermo Arriaga                              |
| 2007 | Infiltrats                         | William Monahan                                |
| 2007 | Jocs secrets                       | Todd Field, Tom Perrotta                       |
| 2007 | Diari d'un escàndol                | Patrick Marber                                 |
| 2008 | No Country for Old Men             | Joel Coen, Ethan Coen                          |
| 2008 | Expiació                           | Christopher Hampton                            |
| 2008 | La guerra d'en Charlie Wilson      | Aaron Sorkin                                   |
| 2008 | L'escafandre i la papallona        | Ronald Harwood                                 |
| 2008 | Juno                               | Diablo Cody                                    |
| 2009 | Slumdog Millionaire                | Simon Beaufoy                                  |
| 2009 | El curiós cas de Benjamin Button   | Eric Roth                                      |
| 2009 | El dubte                           | John Patrick Shanley                           |
| 2009 | El desafiament: Frost contra Nixon | Peter Morgan                                   |
| 2009 | El lector                          | David Hare                                     |

### Dècada de 2010
| Any  | Pel·lícula                                | Nominats                                                                               |
| ---- | ----------------------------------------- | -------------------------------------------------------------------------------------- |
| 2010 | Up in the Air                             | Jason Reitman, Sheldon Turner                                                          |
| 2010 | Districte 9                               | Neill Blomkamp, Terri Tatchell                                                         |
| 2010 | En terra hostil                           | Mark Boal                                                                              |
| 2010 | Maleïts malparits                         | Quentin Tarantino                                                                      |
| 2010 | No és tan fàcil                           | Nancy Meyers                                                                           |
| 2011 | La xarxa social                           | Aaron Sorkin                                                                           |
| 2011 | 127 hores                                 | Simon Beaufoy, Danny Boyle                                                             |
| 2011 | Origen                                    | Christopher Nolan                                                                      |
| 2011 | Els nois estan bé                         | Lisa Cholodenko, Stuart Blumberg                                                       |
| 2011 | El discurs del rei                        | David Seidler                                                                          |
| 2012 | Midnight in Paris                         | Woody Allen                                                                            |
| 2012 | The Artist                                | Michel Hazanavicius                                                                    |
| 2012 | The Descendants                           | Alexander Payne, Jim Rash, Nat Faxon                                                   |
| 2012 | Els idus de març                          | George Clooney, Grant Heslov, Beau Willimon                                            |
| 2012 | Moneyball                                 | Steven Zaillian, Aaron Sorkin                                                          |
| 2013 | Django desencadenat                       | Quentin Tarantino                                                                      |
| 2013 | Argo                                      | Chris Terrio                                                                           |
| 2013 | Lincoln                                   | Tony Kushner                                                                           |
| 2013 | La part positiva de les coses             | David O. Russell                                                                       |
| 2013 | Zero Dark Thirty                          | Mark Boal                                                                              |
| 2014 | Her                                       | Spike Jonze                                                                            |
| 2014 | 12 anys d'esclavitud                      | John Ridley                                                                            |
| 2014 | American Hustle                           | Eric Warren Singer, David O. Russell                                                   |
| 2014 | Nebraska                                  | Bob Nelson                                                                             |
| 2014 | Philomena                                 | Steve Coogan, Jeff Pope                                                                |
| 2015 | Birdman                                   | Alejandro González Iñárritu, Nicolás Giacobone, Alexander Dinelaris Jr., Armando Bó Jr |
| 2015 | Boyhood                                   | Richard Linklater                                                                      |
| 2015 | Perduda                                   | Gillian Flynn                                                                          |
| 2015 | The Grand Budapest Hotel                  | Wes Anderson                                                                           |
| 2015 | The Imitation Game                        | Graham Moore                                                                           |
| 2016 | Steve Jobs                                | Aaron Sorkin                                                                           |
| 2016 | The Big Short                             | Adam McKay, Charles Randolph                                                           |
| 2016 | The Hateful Eight                         | Quentin Tarantino                                                                      |
| 2016 | L'habitació                               | Emma Donoghue                                                                          |
| 2016 | Spotlight                                 | Tom McCarthy, Josh Singer                                                              |
| 2017 | La La Land                                | Damien Chazelle                                                                        |
| 2017 | Comancheria                               | Taylor Sheridan                                                                        |
| 2017 | Manchester by the Sea                     | Kenneth Lonergan                                                                       |
| 2017 | Moonlight                                 | Barry Jenkins                                                                          |
| 2017 | Nocturnal Animals                         | Tom Ford                                                                               |
| 2018 | Three Billboards Outside Ebbing, Missouri | Martin McDonagh                                                                        |
| 2018 | Lady Bird                                 | Greta Gerwig                                                                           |
| 2018 | Molly's game                              | Aaron Sorkin                                                                           |
| 2018 | Els arxius del Pentàgon                   | Liz Hannah, Josh Singer                                                                |
| 2018 | The Shape of Water                        | Guillermo del Toro, Vanessa Taylor                                                     |
| 2019 | Green book                                | Nick Vallelonga, Brian Hayes Currie, Peter Farrelly                                    |
| 2019 | The Favourite                             | Deborah Davis, Tony McNamara                                                           |
| 2019 | El blues de Beale Street                  | Barry Jenkins                                                                          |
| 2019 | Roma                                      | Alfonso Cuarón                                                                         |
| 2019 | El vici del poder                         | Adam McKay                                                                             |

### Dècada de 2020
| Any  | Pel·lícula                    | Nominats                            |
| ---- | ----------------------------- | ----------------------------------- |
| 2020 | Once Upon a Time in Hollywood | Quentin Tarantino                   |
| 2020 | The Irishman                  | Steven Zaillian                     |
| 2020 | Marriage Story                | Noah Baumbach                       |
| 2020 | Paràsits                      | Bong Joon-Ho, Han Jin Won           |
| 2020 | The Two Popes                 | Anthony McCarten                    |
| 2021 | The Trial of the Chicago 7    | Aaron Sorkin                        |
| 2021 | Promising Young Woman         | Emerald Fennell                     |
| 2021 | Mank                          | Jack Fincher                        |
| 2021 | El pare                       | Florian Zeller, Christopher Hampton |
| 2021 | Nomadland                     | Chloé Zhao                          |
| 2022 | Belfast                       | Kenneth Branagh                     |
| 2022 | Licorice Pizza                | Paul Thomas Anderson                |
| 2022 | The Power of the Dog          | Jane Campion                        |
| 2022 | Don't Look Up                 | Adam McKay                          |
| 2022 | Being the Ricardos            | Aaron Sorkin                        |
| 2023 | The Banshees of Inisherin     | Martin McDonagh                     |
| 2023 | Tár                           | Todd Field                          |
| 2023 | Tot alhora a tot arreu        | Daniel Kwan, Daniel Scheinert       |
| 2023 | Elles parlen                  | Sarah Polley                        |
| 2023 | The Fabelmans                 | Steven Spielberg, Tony Kushner      |
| 2024 | Anatomia d'una caiguda        | Justine Triet, Arthur Harari        |
| 2024 | Barbie                        | Greta Gerwig, Noah Baumbach         |
| 2024 | Oppenheimer                   | Christopher Nolan                   |
| 2024 | Killers of the Flower Moon    | Eric Roth, Martin Scorsese          |
| 2024 | Vides passades                | Celine Song                         |
| 2024 | Poor Things                   | Tony McNamara                       |
| 2025 | Conclave                      | Peter Straughan                     |
| 2025 | Emilia Pérez                  | Jacques Audiard                     |
| 2025 | Anora                         | Sean Baker                          |
| 2025 | The Brutalist                 | Brady Corbet, Mona Fastvold         |
| 2025 | A Real Pain                   | Jesse Eisenberg                     |
| 2025 | La substància                 | Coralie Fargeat                     |